# مینولتا ماکسون ۷۰۰۰

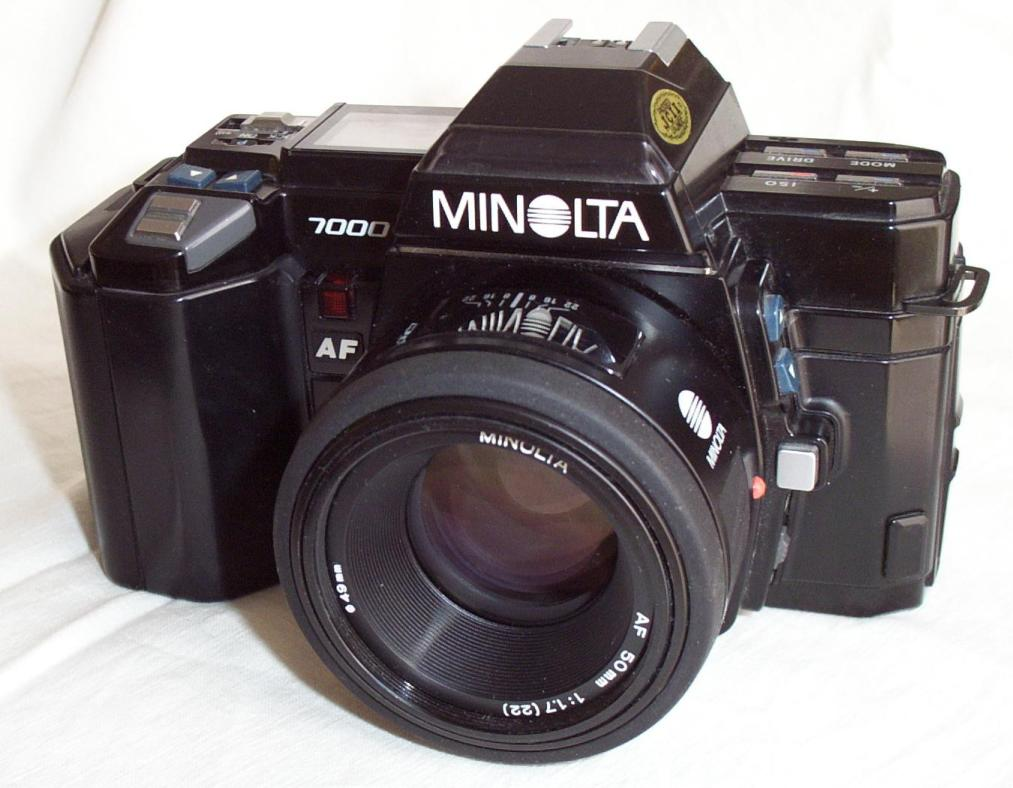
در يك دعواي فني و تبليغاتي، مشخص شد كه طراحی فوکوس خودکار مینولتا حق ثبت اختراع Honeywell، یک شرکت آمریکایی را نقض می کند. پس از طولانی شدن دعوی قضایی، مینولتا در سال 1991 به پرداخت خسارت هانیول، جریمه ها، هزینه های محاکمه و سایر هزینه ها به مبلغ نهایی 127.6 میلیون دلار محکوم شد.

مینولتا ماکسون ۷۰۰۰ (به انگلیسی: Minolta Maxxum 7000) یک دوربین عکاسی ساخت شرکت مینولتا است.